# Cratere Hanno
Hanno è un cratere lunare di 59,54 km situato nella parte sud-orientale della faccia visibile della Luna.
Il cratere è dedicato al navigatore cartaginese Annone il Navigatore.

## Crateri correlati
Alcuni crateri minori situati in prossimità di Hanno sono convenzionalmente identificati, sulle mappe lunari, attraverso una lettera associata al nome.
| Hanno | Coordinate            | Diametro (in km) |
| ----- | --------------------- | ---------------- |
| A     | 53°36′00″S 63°28′12″E | 40,51            |
| B     | 52°39′S 68°57′E       | 36,02            |
| C     | 55°51′36″S 68°32′24″E | 22,41            |
| D     | 59°06′00″S 78°01′48″E | 18,25            |
| E     | 59°25′48″S 73°02′24″E | 17,74            |
| F     | 52°18′00″S 68°13′12″E | 9,36             |
| G     | 58°00′00″S 70°46′12″E | 12,88            |
| H     | 57°50′24″S 74°57′36″E | 57,74            |
| K     | 53°37′12″S 76°44′24″E | 25,32            |
| W     | 54°40′12″S 60°07′48″E | 13,2             |
| X     | 55°22′12″S 67°48′36″E | 13,74            |
| Y     | 55°23′24″S 66°03′36″E | 8,41             |
| Z     | 55°10′48″S 64°58′12″E | 11,2             |